# Wet van behoud van massa
De wet van behoud van massa, ook de wet van Lavoisier, zegt dat de massa van een gesloten systeem constant zal blijven, ongeacht de processen die binnen het systeem plaatsvinden. De wet is vooral van belang voor chemische reacties. Voor ieder chemisch proces in een gesloten systeem blijft de totale massa van de reagentia gelijk aan de totale massa van de reactieproducten. Een speciale vorm van de wet van behoud van massa is het behoud van het aantal atomen van ieder chemisch element. In chemische reacties ontstaan of verdwijnen er geen atomen.
De wet van behoud van massa is in z'n algemeenheid slechts bij benadering geldig en wordt beschouwd als een van een reeks aannames in de klassieke mechanica. De wet moet enigszins aangepast worden om in overeenstemming te zijn met de kwantummechanica en de relativiteitstheorie, vanwege de geldende equivalentie van energie en massa. In de speciale relativiteitstheorie is massa een vorm van energie en is er sprake van de wet van behoud van energie.
De wet van behoud van massa geldt ook in de stromingsleer. 

## Historische ontwikkeling en belang
De wet van behoud van massa werd in 1789 door Antoine Lavoisier geformuleerd. Om deze reden is deze regel ook bekend als de wet van Lavoisier. Lavoisier wordt om deze reden vaak gezien als de grondlegger van de moderne scheikunde. Echter, Michail Lomonosov had al veel eerder, in 1748, soortgelijke beweringen gedaan en ze in experimenten bewezen. Historisch gezien bleef de wet van behoud van massa duizenden jaren onbekend door het effect van gassen: koolstofdioxide verdween bij verbranding ongezien en zuurstof werd bij oxidatie ongezien opgenomen. Dit effect werd niet begrepen totdat de vacuümpomp als eerste de mogelijkheid gaf gassen te wegen. Eenmaal begrepen, werd de wet van behoud van massa de sleutel tot de overgang van de alchemie naar de moderne chemie. Toen wetenschappers zich realiseerden dat substanties nooit verdwenen uit metingen, konden ze zich voor de eerste maal bezig gaan houden met kwantitatieve studies naar de veranderingen van substanties. Deze ommekeer leidde tot het inzicht van de chemische elementen en het idee dat alle chemische processen en veranderingen, inclusief vuur en de menselijke stofwisseling, eenvoudige reacties zijn tussen niet van massa veranderende  elementen.